# Saint-Bardoux
Saint-Bardoux är en kommun i departementet Drôme i regionen Auvergne-Rhône-Alpes i sydöstra Frankrike. Kommunen ligger i kantonen Romans-sur-Isère 1er Canton som tillhör arrondissementet Valence. År 2022 hade Saint-Bardoux 599 invånare.

## Befolkningsutveckling
Antalet invånare i kommunen Saint-Bardoux
Referens:INSEE